# Capdesaso (kommunhuvudort)
Capdesaso är en kommunhuvudort i Spanien.   Den ligger i provinsen Provincia de Huesca och regionen Aragonien, i den nordöstra delen av landet, 300 km nordost om huvudstaden Madrid. Capdesaso ligger 312 meter över havet och antalet invånare är 155.
Terrängen runt Capdesaso är platt. Runt Capdesaso är det glesbefolkat, med 15 invånare per kvadratkilometer. Närmaste större samhälle är Sariñena, 6,1 km söder om Capdesaso. Trakten runt Capdesaso består till största delen av jordbruksmark.